# Parhippolyte
Parhippolyte' é um género de crustáceo da família Barbouriidae.
Este género contém as seguintes espécies:
- Parhippolyte sterreri